# 加耒徹
加耒 徹（かく とおる、1984年5月1日 - ）は、日本のバリトン歌手。株式会社ジャパン・アーツ所属。
福岡県福岡市出身。
東京藝術大学大学院修士課程を首席で修了。修了時に大学院アカンサス賞受賞、武藤舞奨学金を受ける。二期会オペラ研修所マスタークラスを総代で修了。最優秀賞および川崎靜子賞受賞。
第20回友愛ドイツリートコンクール第2位。14年シャネル・ピグマリオン・デイズアーティスト。
バロックから現代音楽まで幅広いレパートリーを持ち、バッハ・コレギウム・ジャパンでは「マタイ受難曲」のCDに参加する他、2021年1月の『エリアス』ではタイトルロールを務め絶賛された。2026年3月から4月にかけて開かれるオランダバッハ協会の『マタイ受難曲』公演のソリストに抜擢され、オランダ各地での13公演の出演が予定されている。
東京オペラシティ財団主催リサイタルシリーズ《B→C》では東京、福岡両公演満席の中、10ヶ国語による歌曲プログラムを熱演した。
オペラでは日生劇場『ドン・ジョヴァンニ』タイトルロール、『コジ・ファン・トゥッテ』グリエルモ、『ランメルモールのルチア』エンリーコ、二期会『ナクソス島のアリアドネ』ハルレキン、『ジューリオ・チェーザレ』アキッラ、黛敏郎作曲『金閣寺』鶴川、J.シュトラウスⅡ世『こうもり』ファルケなどに出演。
二期会オペラ『ルル』では急遽代役として難役シェーン博士を演じ、表現豊かな演唱で観客を魅了した。2023年11月には東京二期会オペラ公演『午後の曳航』にて1号役を演じその歌唱力と演技力にて好評を博した。オペラだけでなく舞台・ミュージカル作品での演奏も好評で、日生劇場主催『アラジンと魔法のヴァイオリン』『アラジンと魔法の音楽会』ではアラジン王子役として全国でツアーを行なう。
2018-19日本フィル＆サントリーホール《とっておきアフタヌーン》ではナビゲーターとして出演。
メディアでもテレビ朝日『題名のない音楽会』をはじめ、NHK-Eテレ『すくすく子育て』NHK-FM『リサイタル・ノヴァ』などに出演し活動の場を広げている。
フィガロ技研（アルコール検知器）のCM出演中。
2025年4月には5thアルバム【シューマン：詩人の恋/リーダークライス作品39】をリリース。
その他4枚のソロアルバムをリリースの他、MSJ『フィガロの結婚』CDフィガロ役などでも出演。2024年4月にはプロムジカ使節団のCD【イタリアンソングwith加耒徹】ではイタリア初期バロックのプログラムを演奏している。
Jリーグ「アビスパ福岡」の熱狂的サポーターとしても知られ、2021＆2022明治安田生命Jリーグ開幕戦では国歌独唱も行う。
女声合唱団「サーナ・テクセレ」音楽監督。
混声合唱団「コール・グラウベン福岡」音楽監督。
洗足学園音楽大学非常勤講師。
声楽を福嶋敬晃、勝部太に師事。
妹は加来いずみ。

## 成績・賞歴
- 2009年　第20回 友愛ドイツ歌曲コンクール 第2位　併せて日本歌曲賞、日本Ｒシュトラウス協会賞を受賞。
- 2011年　東京藝術大学大学院アカンサス賞受賞。
- 2012年　二期会オペラ研修所最優秀賞および川崎靜子賞受賞。
- 2013年   第15回世界オペラ歌唱コンクール NEUE STIMMEN 2013 セミファイナル進出：日本人男性歌手では初のセミファイナル進出。

## ディスコグラフィ

### ソロアルバム
- 1. Kaku Toru Début (2012年5月19日)
- 2. 加耒徹×ドイツ歌曲 (2015年6月27日)
- 3. moment -歌道- (2021年9月22日)
- 4. A Time for Us -歌道Ⅱ- (2023年7月19日)
- 5. Toru Kaku meets Schumann 《シューマン：詩人の恋/リーダークライス作品39》　(2025年4月19日)

### その他アルバム
- 1. Bach Collegium Japan 《J.S.Bach: マタイ受難曲 BWV244》バスⅡSolo (2020年2月6日)
- 2. Mozart Singers Japan Vol.4《フィガロの結婚》フィガロ役 (2021年10月20日)
- 3. ハンサム四兄弟《HOME》 (2021年10月22日)
- 4. イタリアンソング / プロムジカ使節団 《圓谷俊貴 with 加耒徹》 (2024年4月25日)
- 5. Mozart Singers Japan Vol.6《カイロの鵞鳥 / 騙された花婿》キキービオ役 (2025年2月19日)

## 主なメディア出演
- 「フィガロ技研」（アルコール検知器）CM出演中（2023年3月- ）
- テレビ朝日「題名のない音楽会」2021年11月13日、2022年2月5日
- NHK-Eテレ「すくすく子育て」2023年1月28日
- NHK-FM「リサイタル・ノヴァ」
- FBS「バリはやッ！」
- FM-FUKUOKA「名曲classics」
- FM-FUKUOKA「DIG!!!!!!!!」
- LOVE-FM「スイッチオンDAYTIME」
- LOVE-FM「Our Culture Our View」
- NHK「はっけんラジオ」
- 渋谷のラジオ「渋谷のランチタイム」

## 主なオペラ出演歴
- W.A.モーツァルト《ドン・ジョヴァンニ》ドン・ジョヴァンニ（2015年11月：ニッセイオペラ）
- W.A.モーツァルト《ドン・ジョヴァンニ》マゼット（2025年2月：ORCHARD PRODUCE2025）
- W.A.モーツァルト《コジ・ファン・トゥッテ》グリエルモ（2018年11月：ニッセイオペラ）
- W.A.モーツァルト《フィガロの結婚》アルマヴィーヴァ伯爵
- W.A.モーツァルト《フィガロの結婚》フィガロ
- W.A.モーツァルト《魔笛》弁者
- G.F.ヘンデル《ジューリオ・チェーザレ》アキッラ（2015年5月：二期会オペラ劇場）
- G.F.ヘンデル《ロデリンダ》ガリバルド（2025年6月：調布国際音楽祭）
- C.モンテヴェルディ《ポッペアの戴冠》（2017年11月：バッハコレギウムジャパン）
- R.シュトラウス《ナクソス島のアリアドネ》ハルレキン（2016年11月：二期会オペラ劇場）
- J.シュトラウス2世《こうもり》ファルケ（2021年11月：二期会オペラ劇場）
- J.シュトラウス2世《こうもり》アイゼンシュタイン
- G.ドニゼッティ《愛の妙薬》ベルコーレ
- G.ドニゼッティ《ランメルモールのルチア》エンリーコ（2020年、2022年11月：ニッセイオペラ）
- G.ドニゼッティ《ドン・パスクアーレ》マラテスタ
- G.プッチーニ《蝶々夫人》シャープレス
- H.ヘンツェ《午後の曳航》１号（2023年11月：二期会オペラ劇場）
- A.ベルク《ルル》シェーン博士（2021年8月：二期会オペラ劇場）
- V.フセイノフ《光太夫》（2021年5月：二期会デイズ）
- 黛敏郎《金閣寺》鶴川（2019年2月：二期会オペラ劇場）
- G.プッチーニ《ラ・ボエーム》マルチェッロ（2018年5月、2020年2月：トヨタコミュニティコンサート）
- G.プッチーニ《ラ・ボエーム》ショナール（2025年1月：みずほ成人の日コンサート）
- R.レオンカヴァッロ《道化師》シルヴィオ
- J.オッフェンバック《ホフマン物語》コペリウス・ミラクル博士・ダペルトゥット
- J.オッフェンバック《天国と地獄》ジュピター
- P.マスカーニ《友人フリッツ》ダヴィッド
- G.ヴェルディ《椿姫》ジェルモン、ドゥフォール男爵
- G.F.ヘンデル《アリオダンテ》オドアルド
- L.ドリーブ《ラクメ》フレデリック
- F.スッぺ《ボッカチオ》ボッカチオ、本屋・隊長・使者
- G.ビゼー《カルメン》モラレス
- D.ショスタコーヴィッチ《ムツェンスク郡のマクベス夫人》水車屋の番人・屋敷番・使用人
- G.ロッシーニ《セヴィリアの理髪師》フィガロ、隊長
- 宮川彬良：ミュージカル《あしたの瞳》サリヴァン博士（2021年9月）
- 松下功：ミュージカル《転校生》水神
- 加藤昌則：音楽劇《アラジンと魔法のヴァイオリン》アラジン王子（2019年8月）
- 加藤昌則：音楽劇《アラジンと魔法の音楽会》アラジン王子（2022年7月）